# 経済難民
経済難民（けいざいなんみん）とは、存在している難民の形態。生活が経済的に困難になったということから、住んでいた土地や国家から逃れて難民になった人々のこと。

## 概要
主に第三世界とされている国家の人々が、自国での生活が経済的に困難になったということから先進国に脱出している人々のことを言う。経済難民というのは日本にも関連していたことがあり、開放経済体制に移行したばかりの1980年代の中華人民共和国からは大量の経済難民が発生し、それらが日本に殺到したということが社会問題となった。
経済難民というのは難民と認めないという主張も存在する。たとえば朝鮮民主主義人民共和国から中華人民共和国に、経済的な問題で違法入国している者が多くいる、中華人民共和国外交部はこれらを難民とは認めていない。このためにこのことで中国に拘束された北朝鮮人は密入国の取締りとして北朝鮮に送還されている。

## ブローカーによる被害
サハラ以南の経済難民が、ヨーロッパへ移動する場合、密航業者の手引きによりサハラ砂漠を縦断し、地中海を渡航する。しかしながら難民側の弱みにつけこむ悪質な業者も多く、砂漠で遺棄されたり、粗悪な船をあてがわれたあげく、海で転覆するケースなどにより、目的国に達する前に死亡する事例も多く見られる。